# SANSA
SANSA (für Servicios Aereos Nacionales S.A.) ist eine regional Fluggesellschaft aus Costa Rica mit Sitz in San José und Basis auf dem Juan Santamaría International Airport. Sie war eine Tochtergesellschaft der Avianca Costa Rica (ehemals Lacsa), die heute wieder in costa-ricanischen Händen ist.

## Geschichte
Sansa Airlines wurde 1980 gegründet und startete im selben Jahr den Flugbetrieb. Sie war im Besitz von Avianca Costa Rica, der damaligen Lacsa aus Costa Rica. Am 26. November 2008 wurde die Fluggesellschaft in SANSA umbenannt.
Aufgrund von Umstrukturierungsmaßnahmen der Avianca Holdings löste sich TACA Regional auf und Sansa operiert nun unabhängig. So wurden ein eigenständiges Logo und ein neues Farbschema eingeführt.

Altes Logo der TACA Regional

## Flotte

### Aktuelle Flotte
Mit Stand März 2023 besteht die Flotte der SANSA aus 10 Flugzeugen:
| Flugzeugtyp               | aktiv | bestellt | Anmerkungen | Sitzplätze |
| ------------------------- | ----- | -------- | ----------- | ---------- |
| Cessna 208B Grand Caravan | 10    |          |             | 11         |

### Ehemalige Flugzeugtypen
Zuvor nutzte SANSA auch folgende Flugzeugtypen:
- CASA C-212 Aviocar
- Douglas DC-3

## Zwischenfälle
- Am 19. April 1984 kollidierte eine Douglas DC-3/C-47-DL der SANSA (Luftfahrzeugkennzeichen TI-SAA) mit dem Cerro Alto. Das Flugzeug befand sich auf dem Weg von San Andrés (Kolumbien) nach San José. Alle vier Insassen dieses Frachtfluges kamen ums Leben.[6]

- Am 15. Januar 1990 wurde eine CASA C-212-200 der SANSA (TI-SAB) im Steigflug nach dem Start vom Flughafen San José 16 km entfernt davon in einen wolkenverhüllten Berg geflogen. Alle 23 Insassen (3 Besatzungsmitglieder und 20 Passagiere) wurden bei diesem CFIT (Controlled flight into terrain) während eines Sichtfluges getötet (siehe auch SANSA-Flug 32).[7]

- Am 26. August 2000 kollidierte eine Cessna 208B Grand Caravan der Aeroperlas (HP-1357APP), betrieben für SANSA, auf dem Flug 1644 mit Arenal. Das Flugzeug befand sich auf dem Weg von La Fortuna nach Tamarindo. Alle zehn Insassen starben.[8]

- Am 28. November 2001 kollidierte eine Cessna 208B Grand Caravan der Aeroperlas (HP-1405APP), betrieben für SANSA, auf dem Flug 1625 im Landeanflug auf den Flughafen von Quepos (Provinz Puntarenas) mit einem Hügel. Von den acht Insassen kamen drei ums Leben, beide Crewmitglieder und ein Passagier.[9]